# Ritchie Montgomery
Ritchie Montgomery ist ein US-amerikanischer Schauspieler.

## Leben
Montgomery wuchs im Jefferson County in Mississippi auf und besuchte später die Chamberlain-Hunt Academy. Später studierte er an der University of Southern Maine.
Seine erste Rolle hatte er 1979 in Freedom Road. Es folgten in den 1980er Jahren viele Besetzungen in Fernsehserien. Montgomery spielte in mehreren B-Movies, aber auch in Blockbustern mit.

## Filmografie
- 1979: Freedom Road (Fernsehfilm)
- 1980: Geliebtes Land (Beulah Land) (Mini-Fernsehserie, Episode 1x02)
- 1981: Code Red (Fernsehserie)
- 1983: Kampf um Yellow Rose (The Yellow Rose) (Fernsehserie, Episode 1x01)
- 1983: Simon & Simon (Fernsehserie, Episode 3x05)
- 1983: T.J. Hooker (Fernsehserie, Episode 3x11)
- 1983–1985: Ein Duke kommt selten allein (The Dukes of Hazzard) (Fernsehserie, 2 Episoden)
- 1984: Computer Kids (Whiz Kids) (Fernsehserie, Episode 1x14)
- 1984: Mike Hammer (Fernsehserie, Episode 1x09)
- 1984: R.S.V.P. (Fernsehfilm)
- 1984: Polizeirevier Hill Street (Hill Street Blues) (Fernsehserie, Episode 5x06)
- 1984: Mord ist ihr Hobby (Murder, She Wrote) (Fernsehserie, Episode 1x09)
- 1986: Überfall im Wandschrank (Monster in the Closet)
- 1986: Der Mann vom anderen Stern (Starman) (Fernsehserie, Episode 1x11)
- 1986–1989: Mann muss nicht sein (Designing Women) (Fernsehserie, 2 Episoden, verschiedene Rollen)
- 1988: Two Idiots in Hollywood
- 1988: Good Old Boy: A Delta Boyhood
- 1991: Daddy schafft uns alle (Evening Shade) (Fernsehserie, 2 Episoden, verschiedene Rollen)
- 1993: Küß’ mich, John Hearts Afire (Fernsehserie, 2 Episoden)
- 1993: The Wild West (Mini-Fernsehserie, Episode 1x01)
- 1993: Blonder Todesengel (Quick)
- 1994: Body Shot – Ums nackte Überleben (Body Shot)
- 1995: Solar Eclipse
- 1995: Hör mal, wer da hämmert (Home Improvement) (Fernsehserie, Episode 5x10)
- 1996: Eine schrecklich nette Familie (Married… with Children) (Fernsehserie, Episode 11x07)
- 1996: Big Easy – Straßen der Sünde (The Big Easy) (Fernsehserie, Episode 1x12)
- 1996: Passion Overkill – Lust die tötet (Hungry for You)
- 1996: Cheyenne
- 1997: Der Strom (Old Man) (Fernsehfilm)
- 1997: Blutiges Vermächtnis (Sisters and Other Strangers) (Fernsehfilm)
- 1997–2003: Zeit der Sehnsucht (Days of Our Lives) (Fernsehserie, 4 Episoden, verschiedene Rollen)
- 1998: Mike Hammer, Private Eye (Fernsehserie, Episode 2x08)
- 1998: Yakima Wash
- 1999: Crashbox (Fernsehserie)
- 2000: Südlich des Himmels – Westlich der Hölle (South of Heaven, West of Hell)
- 2000: Vice
- 2001: Crazy Love – Hoffnungslos verliebt (Chasing Destiny) (Fernsehfilm)
- 2001: Malpractice
- 2001: Ein Schuss unter Freunden (Above & Beyond)
- 2001: Daddy and them – Durchgeknallt in Arkansas (Daddy and Them)
- 2001: Monster’s Ball
- 2002: Britney, Baby, One More Time
- 2002: Not a Girl (Crossroads)
- 2002: Emergency Room – Die Notaufnahme (ER) (Fernsehserie, Episode 8x18)
- 2002: Behind the Badge – Mord im Kleinstadtidyll (The Badge)
- 2002: Catch Me If You Can
- 2003: A mi amor mi dulce (Kurzfilm)
- 2003: Carnivàle (Fernsehserie, Episode 1x07)
- 2004: Knuckle Sandwich
- 2004: Heart of the Storm (Fernsehfilm)
- 2004: How Can I Get You?
- 2005: Heartless (Fernsehfilm)
- 2005: Elvis (Mini-Fernsehserie, 2 Episoden)
- 2005: Ein Duke kommt selten allein (The Dukes of Hazzard)
- 2005: Glorious Mail
- 2005: Kleine weiße Wunder (Snow Wonder) (Fernsehfilm)
- 2006: Spiel auf Sieg (Glory Road)
- 2006: Come Early Morning – Der Weg zu mir (Come Early Morning)
- 2006: Not Like Everyone Else (Fernsehfilm)
- 2006: Road House 2 (Road House 2: Last Call)
- 2006: Déjà Vu – Wettlauf gegen die Zeit (Déjà Vu)
- 2007: The Riches (Fernsehserie, Pilotfolge)
- 2007: Die Vorahnung (Premonition)
- 2007: Cleaner
- 2007: Der Nebel (The Mist)
- 2007: The Great Debaters
- 2007: Blonde Ambition
- 2008: All in – Alles oder nichts (Deal)
- 2008: The Last Lullaby
- 2008: Soul Men
- 2008: The Quest – Der Fluch des Judaskelch (The Librarian: Curse of the Judas Chalice)
- 2009: Mord in Louisiana (In the Electric Mist)
- 2009: Mike Epps: Funny Bidness
- 2009: Mitternachtszirkus – Willkommen in der Welt der Vampire (Cirque du Freak: The Vampire’s Assistant)
- 2010: Das Chamäleon (The Chameleon)
- 2010: Two Gates of Sleep
- 2010: Legendary – In jedem steckt ein Held (Legendary)
- 2010: R.E.D. – Älter, Härter, Besser (RED)
- 2010: Monsterwolf
- 2010: Nine Dead
- 2011: Clunkers (Fernsehserie, 8 Episoden)
- 2011: Mein Freund aus der Zukunft (My Future Boyfriend)
- 2011: Maskerade
- 2011: Worst. Prom. Ever. (Fernsehfilm)
- 2011: Green Lantern
- 2011: Memphis Beat (Fernsehserie, Episode 2x04)
- 2011: The Help
- 2011: Weather Wars
- 2012: Contraband
- 2012: Lady Vegas (Lay the Favorite)
- 2012: Jayne Mansfield’s Car
- 2012: Meeting Evil
- 2012: Breakout Kings (Fernsehserie, Episode 2x06)
- 2012: The Lucky One – Für immer der Deine (The Lucky One)
- 2012: Abraham Lincoln Vampirjäger (Abraham Lincoln: Vampire Hunter)
- 2012: The Baytown Outlaws
- 2012: Looper
- 2012: Kiss the Coach
- 2012: Django Unchained
- 2013: Texas Chainsaw 3D
- 2013: The Door
- 2013: The Hot Flashes
- 2013: 2 Guns
- 2013: 12 Years a Slave
- 2013: Mega Alligators – The New Killing Species (Ragin Cajun Redneck Gators)
- 2013: White Rabbit
- 2013: American Horror Story (Fernsehserie, 2 Episoden)
- 2013: Homefront
- 2013: Bonnie & Clyde (Mini-Fernsehserie, Episode 1x01)
- 2013: Treme (Fernsehserie, Episode 4x05)
- 2014: True Detective (Fernsehserie, Episode 1x03)
- 2014: Wicked Blood
- 2014: 13 Sins
- 2014: Bad Country
- 2014: Get on Up
- 2014: Call Me Cappy (Kurzfilm)
- 2015: A Sort of Homecoming
- 2015: Pitch Perfect 2
- 2015: Die Entführung von Bus 657 (Heist)
- 2015: Evan's Crime
- 2015–2016: One Mississippi (Fernsehserie, 2 Episoden)
- 2016: Christine
- 2016: Lügenspiel (The Whole Truth)
- 2016: Smothered
- 2016: Elvis & Nixon
- 2016: Showing Roots
- 2016: Free State of Jones
- 2016: Still the King (Fernsehserie, Episode 1x06)
- 2016: Die glorreichen Sieben (The Magnificent Seven)
- 2016: Strange Weather
- 2016: Creatures of God (Kurzfilm)
- 2016: Quarry (Fernsehserie, Episode 1x08)
- 2016: Dead South
- 2017: Kidnap
- 2017: Trailer Park Shark (Fernsehfilm)
- 2017: Heart, Baby
- 2017: Geostorm
- 2018: Blaze
- 2018: Baskets (Fernsehserie, 3 Episode)
- 2018: Santa Jaws
- 2018: Ozark (Fernsehserie, Episode 2x02)
- 2018: I Wrote This for You
- 2018: The Christmas Contract (Fernsehfilm)
- 2018: Born Again Dead
- 2019: The Last Laugh
- 2019: Wounds
- 2019: Lost Bayou
- 2019: Hallowed Ground
- 2019: The Friend
- 2019: A Christmas Wish (Fernsehfilm)
- 2020: The Eagle and the Albatross
- 2020: One of these Days
- 2020: The Good Lord Bird (Fernsehserie, Episode 1x08)
- 2023: Hit Man